# Windsurfing

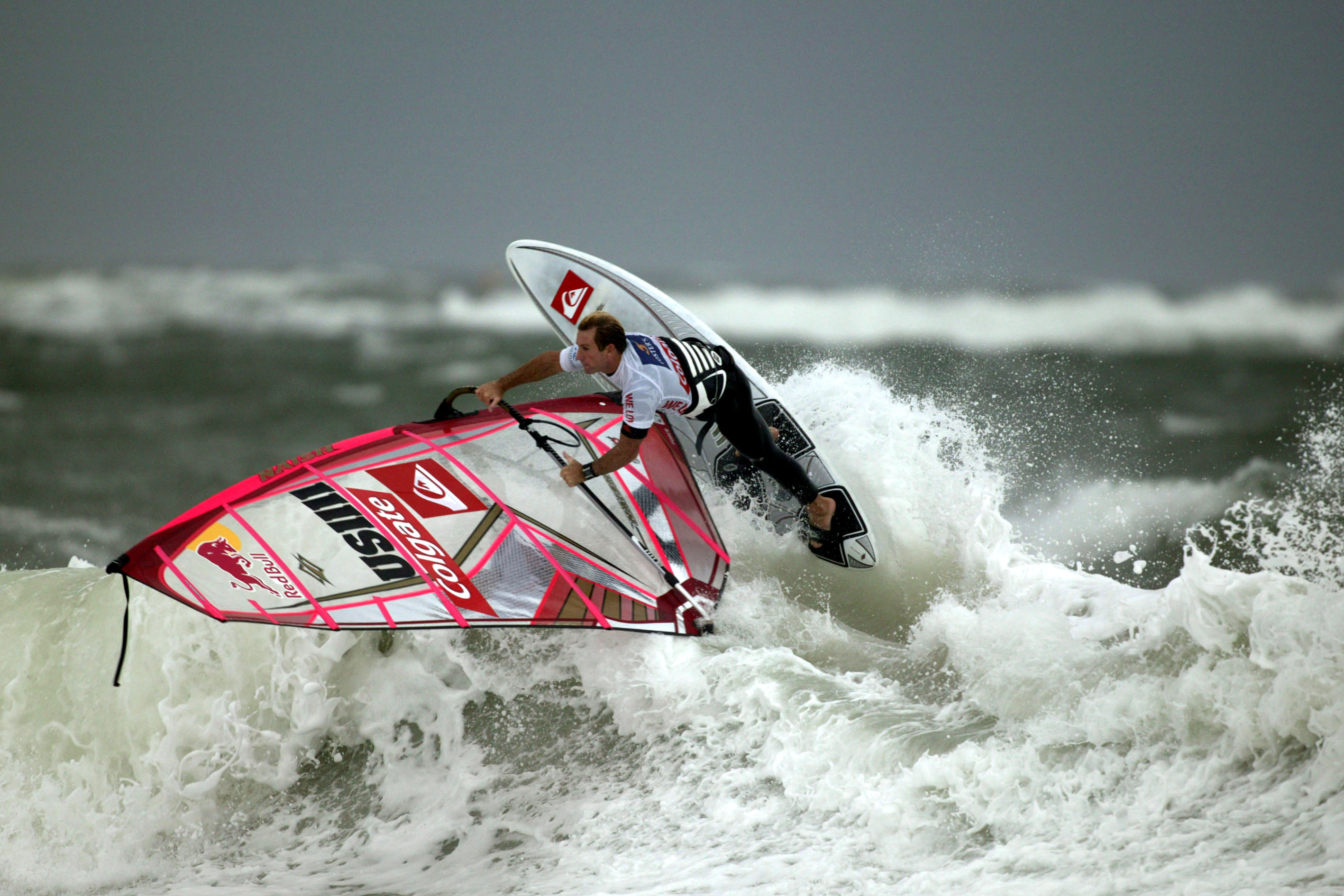
Windsurfer Robby Naish podczas Mistrzostw Świata na Wyspie Sylt w Niemczech

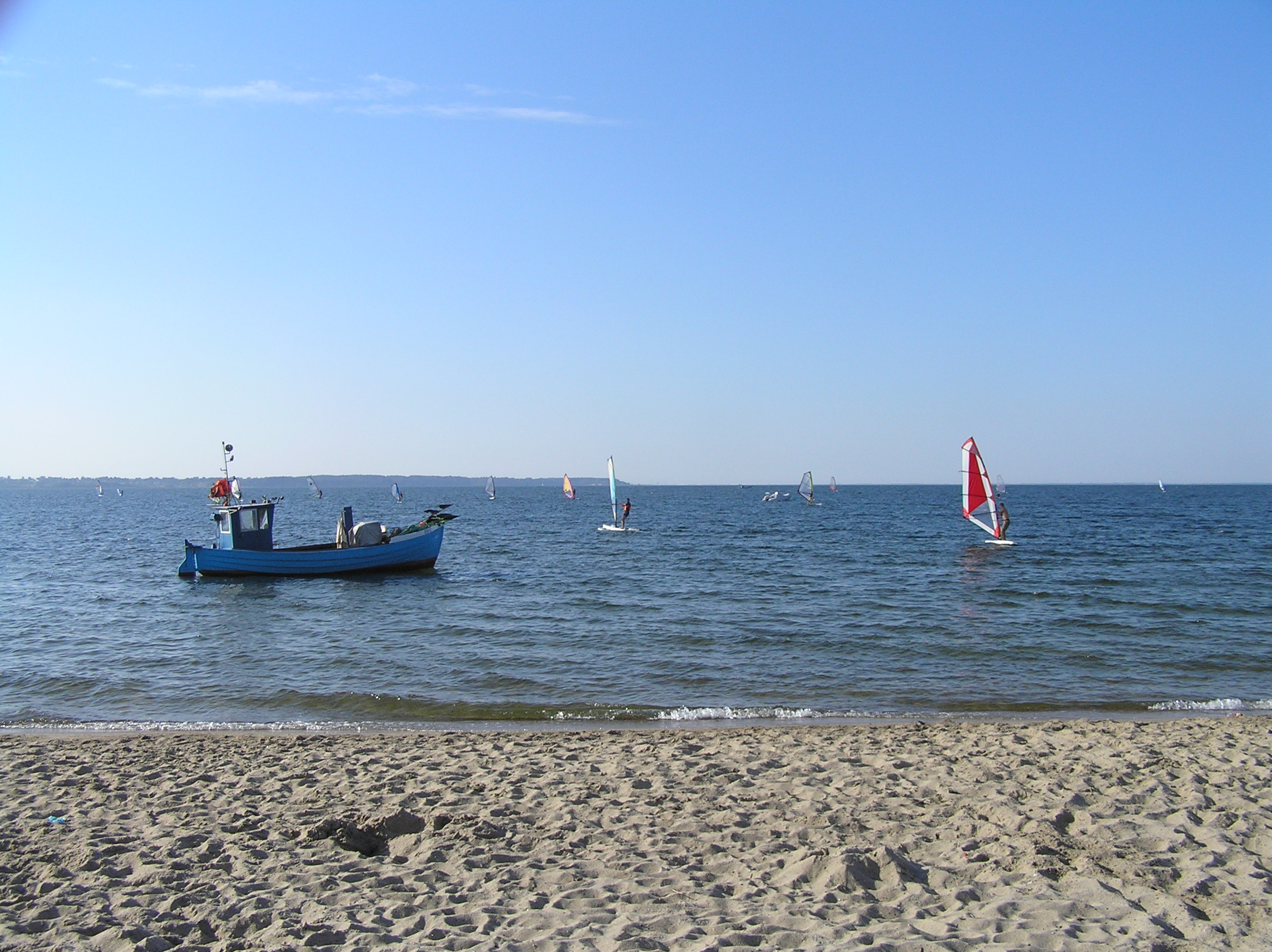
Windsurferzy w Rewie

Windsurfing (również żeglarstwo deskowe) – rodzaj żeglarstwa wodnego, uprawiany przy użyciu deski z żaglem. Dyscyplina ta klasyfikowana jest jako konkurencja żeglarska, rozgrywana na igrzyskach olimpijskich od 1984 roku w konkurencji mężczyzn i od 1992 roku w konkurencji kobiet. Obecna klasa olimpijska to iq foil, który polega na lewitowaniu nad wodą. Po raz pierwszy wejdzie do użytkowania na igrzyskach w roku 2024.

## Wstęp
Sport polegający na żeglowaniu podobnym do jachtowego, lecz przy pomocy innego sprzętu. Deski o wyporności od 60-70 do ponad 300 litrów dzielą się na mieczowe i bezmieczowe (o szerokości dochodzącej do 101 cm, tzw. wide-body lub flapery). Pędnik stanowi zespół masztu, bomu oraz żagla o różnej powierzchni (stosuje się żagle o różnych powierzchniach, zależnie od siły wiatru oraz umiejętności i postury zawodnika, od 0,5 do 12,5 m²). Do połączenia deski z masztem stosuje się przeguby gumowe.

## Historia windsurfingu
Za twórców windsurfingu uważa się dwóch Kalifornijczyków: żeglarza i konstruktora lotniczego Jima Drake’a oraz surfera i matematyka Hoyla Schweitzera. To oni przewodzili grupie przyjaciół z Los Angeles, która pod koniec lat sześćdziesiątych stworzyła deskę windsurfingową. Konstruktorzy wykorzystali przy tym komputerowe metody projektowania. Po przeprowadzeniu wielu prób na wodzie, otrzymali ostateczny kształt żagla, masztu, bomu i deski oraz opracowali sposoby łączenia ze sobą poszczególnych elementów.
Trudno jednoznacznie wskazać, kto był wynalazcą windsurfingu. W różnych częściach świata, nie związani ze sobą konstruktorzy już wcześniej pracowali nad połączeniem deski surfingowej z żaglem. W 1965 roku magazyn Popular Mechanics opublikował artykuł Newmana Darby’ego, w którym opisano konstrukcję przypominającą deskę surfingową, zaopatrzoną w kwadratowy żagiel. W Wielkiej Brytanii deskę z żaglem już pod koniec lat pięćdziesiątych łączył Peter Chilvers, a w Australii jeszcze wcześniej zajmował się tym nastolatek Richard Eastaugh.
Jednak to Jim Drake i Hoyle Schweitzer są autorami określenia „windsurfer”, które zostało opatentowane w USA w 1973 roku. Na tym skończyła się wspólna przygoda obu konstruktorów. Drake jako naukowiec nie chciał zajmować się zawodowo handlem, więc odsprzedał wszelkie prawa do patentu Schweitzerowi. Ten w założonej w 1968 roku firmie Windsurfing International produkował, promował i udzielał patentu na deski windsurfingowe. Hoyle Schweitzer w dużej mierze odpowiada za rozpropagowanie sportu na świecie. Paradoksalnie, zamiast w Stanach Zjednoczonych, największą popularność windsurfing zyskał w Europie Zachodniej. Kiedy nowy sport stawał się modny, inni konstruktorzy postanowili produkować deski odwołując się do wcześniejszych konstrukcji. Patent Schweitzera wygasł w 1987 roku.
Boom windsurfingu w latach osiemdziesiątych sprawił, że sport ten awansował do kategorii dyscyplin olimpijskich. Stało się to w roku 1984. W połowie lat dziewięćdziesiątych popularność windsurfingu zmniejszyła się. Nastąpił jednak rozwój sprzętu, który stawał się coraz bardziej wyspecjalizowany.

## Odmiany windsurfingu
Windsurfing ma wiele różnych odmian. Podstawowe to:
- Freeride – właściwe pływanie na desce. Wykonywanie takich manewrów jak hals, zwrot, hals i osiąganie przy tym znacznych prędkości do 30 węzłów. Takie pływanie uprawia na co dzień zdecydowana większość windsurferów na płaszczyźnie amatorskiej lub rekreacyjnej. Nie ma tutaj specjalnych wymagań sprzętowych. Oczywiście freeride można również uprawiać na większych deskach wave lub freestyle, a nawet na deskach slalom.

- Freestyle – inaczej „wariacje” na desce. Jest to bardzo stara dyscyplina, lecz wraz z pojawieniem się nowych, lżejszych i zwrotniejszych desek zaczęła się intensywniej rozwijać. Pierwszym manewrem, który rozpoczął nowoczesny freestyle jest vulcan (rodzaj zwrotu z wiatrem, tyle, że wykonanym w powietrzu). Freestyle to przede wszystkim dobra zabawa i ciągła nauka setek manewrów (np. spock, chachoo, canabrava itp.). Freestyle stale się rozwija i rozwijać się będzie, gdyż w tej dyscyplinie windsurferów ogranicza jedynie wyobraźnia.

- Formuła – regaty wyścigowe. W ciągu ostatnich 15 lat urosła do rangi najbardziej prestiżowej dyscypliny windsurfingowej. Rozgrywana jest przy wiatrach słabych i średniej mocy. Deski do formuły posiadają pojedynczy statecznik o maksymalnej długości 70 cm, natomiast powierzchnia żagli dochodzi do 12,5 m². Zawodnicy samodzielnie decydują o doborze sprzętu spośród produktów ogólnie dostępnych na rynku, jeśli spełniają tylko wymogi Formula i ISAF. Także rozmiar żagla, jak i długości statecznika pozostawiony jest do decyzji windsurferów. Możliwości indywidualnego doboru sprzętu, idealnie pasującego do upodobań oraz budowy fizycznej zawodnika, czyni Formułę Windsurfing najszybszą (nie licząc Speed) dyscypliną żeglarską. Formuła jest szczególnie popularna na Florydzie, gdzie promują ją takie sławy jak Fernando Martinez, Alex Morales, Ron Kern oraz juniorzy: Alex Stankie i Sergio Cremisini, a także we wschodniej Australii, gdzie rozpowszechniana jest przez Seana O’Briena wraz z Allison Shreeve.

- Slalom – odmiana stara jak sam windsurfing, która odeszła w cień wraz z pojawieniem się Formuły Windsurfing. Od jakiegoś czasu jednak możemy obserwować ponowne zainteresowanie slalomem. Konkurencja polega na ściganiu się na trasie wyznaczonej według symbolu „8” lub slalomu między bojami na kursie z wiatrem. Używa się tutaj z reguły sporych pędników (o wiele za dużych na panujące warunki) wyposażonych zazwyczaj w 4 cambery.

- Super X – dyscyplina młoda, już nie rozwijająca się. Ostatnie zawody w tej klasie zostały rozegrane w 2006 roku i aktualnie nie planuje się kolejnych. Było to w zasadzie połączenie regat slalomowych z zawodami freestyle. Trasę wyścigu często planowano identycznie jak trasy do slalomu. Innowacją było ustawienie tzw. „parówki” – podłużnej boi o wysokości ok. 50–60 cm przez którą należało przeskoczyć. Dodatkowo istniały tzw. „sections” – obszary gdzie każdy zawodnik musiał wykonać określony manewr. Najczęściej były to frontloop, duckgybe lub spock. Dyscyplina była bardzo widowiskowa i wyjątkowo niebezpieczna. Na „parówkach” zawodnicy pływali blisko siebie, co groziło staranowaniem się nawzajem. Dlatego też Super X to jedyna dyscyplina windsurfingu, w której obowiązywał kask. Używało się tutaj desek, które są połączeniem sprzętu do slalomu i freestyle.

- Speed – jedna z najbardziej ekscytujących form uprawiania windsurfingu. Również jedna z najniebezpieczniejszych. W tej dyscyplinie korzysta się z małych desek i dużych żagli do slalomu. Na płaskiej wodzie przy wietrze 7 w skali Beauforta osiąga się wielkie prędkości (ponad 60 km/h).

- Wave – polega na ujeżdżaniu fal – w zasadzie wtedy nie wykorzystuje się wiatru, lecz siłę nośną fali. Pędnik musi być lekki, by łatwo i szybko można było nim odpuszczać i łapać wiatr. Na falach można wykonywać tzw. jazdy frontside i backside. Przy wysokich falach można wykonywać podwójne salta oraz manewry takie jak table top (wymyk deski do góry dnem w powietrzu). Pływanie na falach jest z reguły niebezpieczne, gdyż tam gdzie występują najlepsze fale, często są i rafy koralowe. Zderzenie z rafą może skończyć się nawet śmiercią.

Wymienione gatunki windsurfingu to odmiany podstawowe. Istnieją również gatunki będące syntezą różnych odmian. Jeden z nich to freemove (synteza freestyle i freeride – czyli pływanie tam i z powrotem połączone z wykonywaniem skoków, zwrotów w różnych wariacjach i ewentualnie podstawowych manewrów freestyle). Istnieje również taki rodzaj windsurfingu jak freecarve – czyli pływanie po prostej z jak największą prędkością i robienie agresywnych, wręcz slalomowych zwrotów. Używa się tutaj desek o dużej manewrowości

## Deski windsurfingowe
W latach siedemdziesiątych i osiemdziesiątych deski windsurfingowe dzielono na długie (longboards) i krótkie (shortboards). Długie deski zwyczajowo miały przynajmniej trzy metry długości. Współcześnie deski windsurfingowe można podzielić na następujące kategorie:
- Freeride – deski przeznaczone głównie do pływania amatorskiego i rekreacyjnego, głównie na spokojnej wodzie. Osiąga się na nich prędkości do 30 węzłów. Do pływania freeride najlepiej nadają się deski o szerokiej rufie, sporej stabilności, a do tego w komplecie z dużym, freerace’owym, 2 lub 3 kamberowym żaglem.
- Formula Windsurfing Class – krótkie deski, nie szersze niż 1 metr. Korzysta się z nich w wyścigach Formula Windsurfing.
- Wave – małe, lekkie i łatwo manewrujące deski do pływania na załamujących się falach. Jest to sprzęt o długości nie większej niż 260 cm. Szerokość wynosi od 50 do 60 cm. Deska charakteryzuje się sporym podgięciem dziobu i sztywną konstrukcją. Generalną zasadą przy pływaniu na deskach Wave jest korzystanie ze sprzętu o wyporności (wyrażonej w litrach) zbliżonej do wagi zawodnika (w kilogramach). Wyporność sprzętu wave wynosi najczęściej od 65 do 90 litrów.
- Freestyle – szerokie deski o niewielkiej wyporności (maksimum 115 litrów) przeznaczone dla żeglarzy uprawiających sztuczki akrobatyczne (skoki, zwroty, vulkan). Żagle do takich desek muszą być lekkie i manewrowe, co umożliwia błyskawiczne przyspieszenie i pozwala lepiej rotować.
- Slalom – krótkie deski o dużej manewrowości. Charakteryzują się mało podgiętym dzióbem i równolegle ułożonymi krawędziami. Często są wyposażone w charakterystyczne wycięcia na rufie (ang. cut outs), które ułatwiają szybsze wejście w ślizg i lepszą prędkość na halsie.
- Funboards – są to deski dla początkujących. Często wyposażone są w miecz, by ułatwić niedoświadczonemu windsurferowi utrzymanie się na desce. Z tego samego powodu Funboards są niemal tak szerokie jak deski Formula i mają bardzo dużą wyporność. Czasami są nazywane również „Begginer Boards”
- Racing longboards – długie deski przeznaczone dla windsurferów zajmujących się wyścigami. Takimi deskami jest sprzęt spełniający wymagania klas Mistral One Design, czy olimpijskiej klasy RS:X.

Od niedawna w niektórych deskach SUP (stand up paddle) również montuje się szynę masztową. Desek takich używa się do nauki i szeroko pojętej rekreacji.
Bardzo często podejmuje się próby budowania desek łączących różne kategorie. Niektóre z nich to np. freerace, freestyle-wave, czy freeformula.

## Rodzaje żagli windsurfingowych
Współczesne żagle windsurfingowe zbudowane są z dwuwarstwowej folii poliestrowej zbrojonej siatką z wysoko wytrzymałych włókien. Najczęściej jest to monofilm (folia poliestrowa) oraz różne hybrydy polimerów powstających na bazie poliestru. W nowoczesnych konstrukcjach jedynie tak zwane okno żagla wykonuje się z folii PVC (polichlorek winylu).
Analogicznie jak w przypadku desek, nazwy żagli są często ściśle związane ze stylem uprawiania windsurfingu. Podstawowe modele to:
- Wave – Składa się z 4-5 listew idealnie komponujących się z deskami o długości mniejszej niż 3 metry. Aktualnie żagle z typu Wave są budowane bardzo lekko. Ich wymiary mają od 2,5 do 6,0 m². Są bezcambrowe, a spora powierzchnia żagla wzmocniona jest kevlarami. Wave są wyposażone w udogodnienia, które pomagają wykonywać skoki (np. podwyższenie dolnego liku).
- Freestyle – Żagiel tego rodzaju ma rozmiar od 3,0 do 6,0 m² i jest zbliżony w budowie do modeli wave. Żagle freestyle różnią się tym, że są bardziej rozbudowane w dolnym liku i mają większą liczbę listew od 5 do 6. Nieznacznie wyróżnia je również maszt.
- Freeride – Żagle typu Freeride są wyjątkowo lekkie i uniwersalne. Dedykowane przede wszystkim windsurferom pływającym w celach rekreacyjnych. Powierzchnia żagla wynosi od 4,0 do 9,0 m². Żagle freeride są najczęściej bezcambrowe.
- Race – Żagle typu Race to sprzęt wyścigowy, skonstruowany z myślą o szybkościowych konkurencjach sportowych. Rozmiar tych żagli sięga nawet 12,5 m² (największe z nich używane są w klasie Formula Windsurfing). Posiadają one stały, głęboki profil, który uzyskano dzięki zastosowaniu dużej ilości camberów oraz użyciu poszerzonej kieszeni masztowej. Na żaglach race można osiągać dużą prędkość w bardzo krótkim czasie przy stabilnym ciągu.